# 소옥령
소옥령(蕭玉姈, ? ~ ?)은 중국 남북조 시대 양나라의 황족이다.
양나라 건국 후 장성공주(長城公主)로 봉해졌다. 양 무제의 여섯째 딸이고, 어머니는 누군지 알 수 없다. 남편은 류세륭(柳世隆)의 손자 류언(柳偃)이고, 그와의 사이에서 훗날 진 선제의 황후가 되는 딸 류경언(柳敬言), 그리고 아들 류반(柳盼)을 낳았다.